# ناحیه آش، میشیگان
ناحیه آش (به انگلیسی: Ash Township) یک منطقهٔ مسکونی در ایالات متحده آمریکا است که در شهرستان مونرو، میشیگان واقع شده‌است.
 ناحیه آش  ۷٬۷۸۳ نفر جمعیت دارد و ۱۸۴ متر بالاتر از سطح دریا واقع شده‌است.